# Felona e Sorona
| Recensione     | Giudizio |
| -------------- | -------- |
| AllMusic       |          |
| Piero Scaruffi |          |

Felona e Sorona è un album del gruppo italiano di musica rock progressive Le Orme pubblicato nel 1973.

## Il disco
Si tratta di un concept album che affronta il tema del dualismo. Rappresenta un viaggio attraverso due pianeti opposti e contrastanti: Felona, un luogo immaginario simbolo di amore, armonia e equilibrio, e Sorona, un mondo oscuro, caotico e disarmonico. Mentre Felona viene illuminato dalla luce del sole, Sorona è immerso nelle tenebre.
L'album si apre con una lunga sezione strumentale dominata dai sintetizzatori. Le tastiere intrecciano melodie in stile contrappuntistico. Il pezzo è intitolato Sospesi nell'incredibile e riassume la storia illustrata nelle due facciate dell'LP. La suite si conclude con un'atmosfera titanica sulle note di Ritorno al nulla.
Le immagini della copertina sono tratte da dipinti dell'artista mantovano Lanfranco Frigeri.
Fra gli album più celebri del gruppo, raggiunse anche una certa notorietà internazionale, tanto che ne fu incisa anche una versione inglese, che uscì con la collaborazione di Peter Hammill dei Van der Graaf Generator. Il titolo è semplicemente Felona & Sorona.
A conferma dell'importanza del disco per la carriera del gruppo, a distanza di quasi quarant'anni l'album rientrò in classifica alla posizione numero 79 della classifica ufficiale FIMI. Nel 2011 la Universal ha pubblicato sia su vinile che su cd un'elegante ristampa in doppio album che riporta sia la versione italiana che quella in lingua inglese, con note dei giornalisti Mario Giammetti e Ernesto De Pascale. Nel 2015 BTF ha pubblicato su vinile di colore verde trasparente il disco in italiano con la riproduzione della copertina originale e sempre nello stesso anno produce per la prima volta la ristampa dell'edizione inglese in vinile blu trasparente.

## Tracce
I titoli della versione inglese vengono indicati tra parentesi.
1. Sospesi nell'incredibile ("In between") – 8:43
2. Felona  ("Felona") - 1:58
3. La solitudine di chi protegge il mondo ("The maker") - 1:57
4. L'equilibrio ("The maker") - 3:47
5. Sorona ("Web of time") - 2:28
6. Attesa inerte ("Sorona") - 3:25
7. Ritratto di un mattino ("The plan") - 3:29
8. All'infuori del tempo ("The balance") - 4:08
9. Ritorno al nulla  ("Return to naught") - 3:34

Tutti i brani sono di Pagliuca-Tagliapietra-Reverberi; testi inglesi di Peter Hammill

## Formazione
- Aldo Tagliapietra – voce, basso, chitarra
- Tony Pagliuca – tastiere
- Michi Dei Rossi – batteria, percussioni

## Singoli
- Felona/L'equilibrio, Philips